# Švedska mušica
Švedska mušica (znanstveno ime Oscinella frit) je evropska vrsta mušic iz družine hloropidae,  ki je škodljivec na ovsu, pšenici, koruzi, ječmenu in na različnih travah.
Odrasle mušice dosežejo velikost od 2 do 3 mm. Ličinke so žerke, ki so dolge med 3 in 4 mm. V Sloveniji ima vrsta 3 do 4 rodove letno, prezimijo pa ličinke v ozimnih žitih.